# Leichtathletik-Europameisterschaften 2002/Hammerwurf der Männer

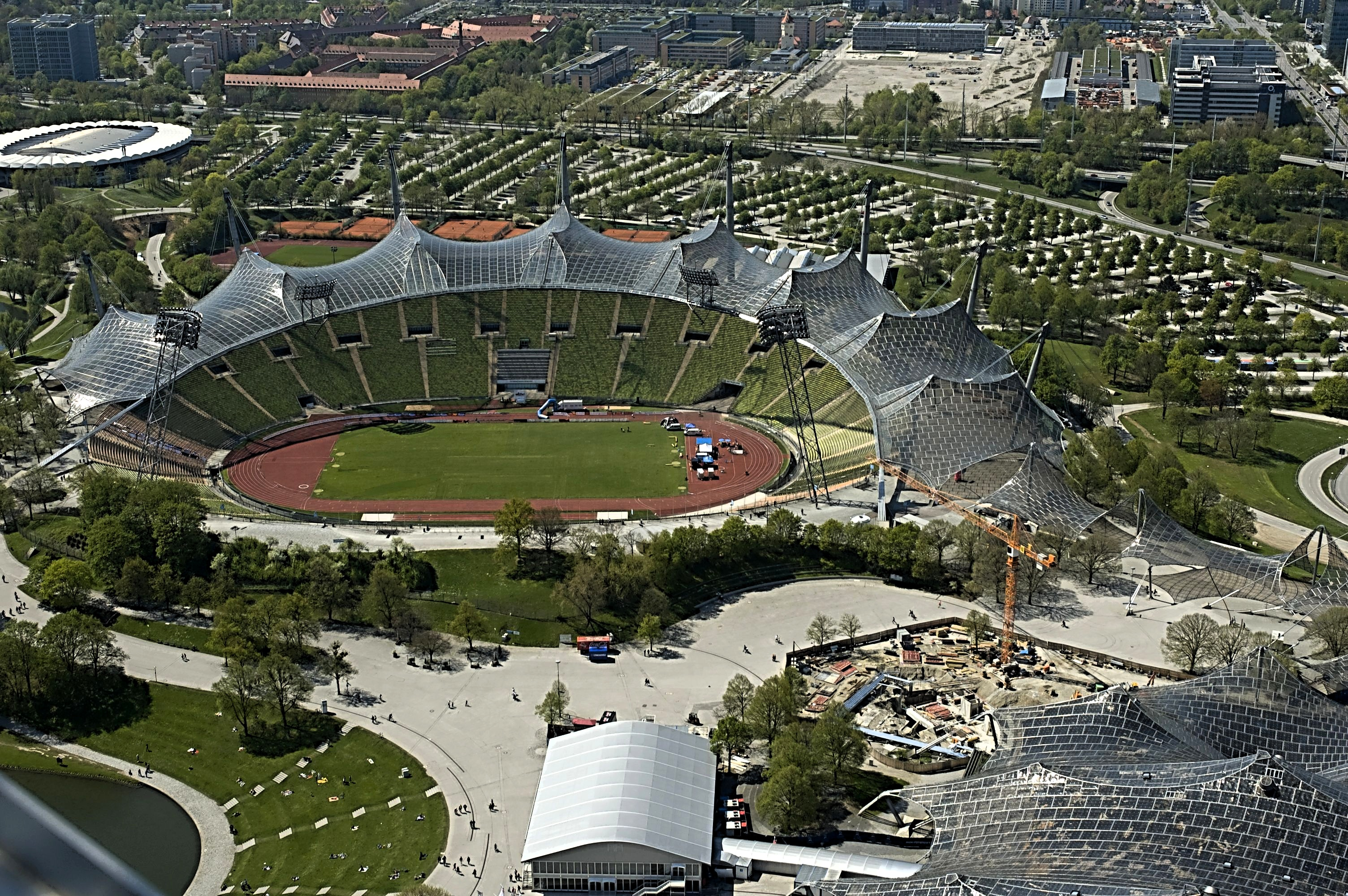
Das Olympiastadion in München von oben im Jahr 2009

Der Hammerwurf der Männer bei den Leichtathletik-Europameisterschaften 2002 wurde am 6. und 7. August 2002 im Münchener Olympiastadion ausgetragen.
Europameister wurde der Ungar Adrián Annus. Er gewann vor dem ukrainischen WM-Dritten von 1999 Wladyslaw Piskunow. Bronze ging an den Griechen Alexandros Papadimitriou.

## Bestehende Rekorde
| Weltrekord   | 86,74 m | Jurij Sedych | EM Stuttgart, BR Deutschland | 30. August 1986 |
| Europarekord | 86,74 m | Jurij Sedych | EM Stuttgart, BR Deutschland | 30. August 1986 |
| EM-Rekord    | 86,74 m | Jurij Sedych | EM Stuttgart, BR Deutschland | 30. August 1986 |

Der bestehende EM-Rekord wurde bei diesen Europameisterschaften nicht erreicht. Die größte Weite erzielte der ungarischen Europameister Adrián Annus im Finale mit 81,17 m, womit er 5,57 m unter dem Rekord, gleichzeitig Welt- und Europarekord, blieb.

## Legende
Kurze Übersicht zur Bedeutung der Symbolik – so üblicherweise auch in sonstigen Veröffentlichungen verwendet:
| NM  | keine Weite (no mark) |
| ogV | ohne gültigen Versuch |
| –   | verzichtet            |
| x   | ungültig              |

## Qualifikation
6. August
31 Wettbewerber traten in zwei Gruppen zur Qualifikationsrunde an. Sechs von ihnen (hellblau unterlegt) übertrafen die Qualifikationsweite für den direkten Finaleinzug von 79,00 m. Damit war die Mindestzahl von zwölf Finalteilnehmern nicht erreicht. Das Finalfeld wurde mit den sechs nächstplatzierten Sportlern (hellgrün unterlegt) auf zwölf Werfer aufgefüllt. So reichten für die Finalteilnahme schließlich 77,78 m.

### Gruppe A

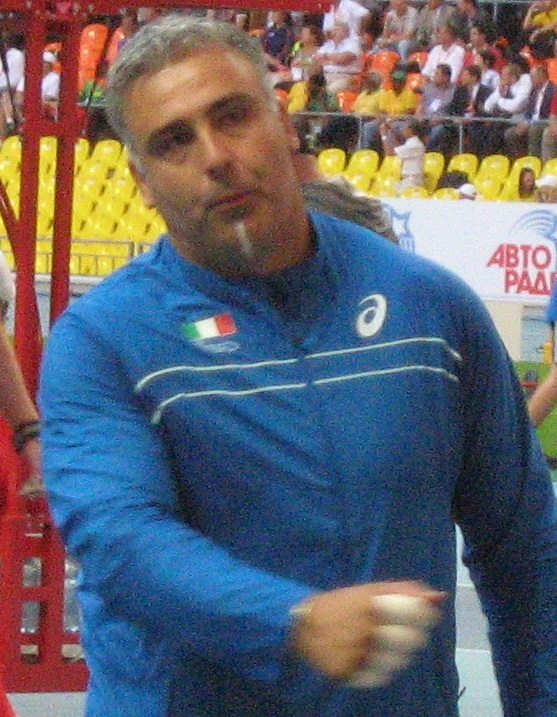
Nach seinen 77,57 m fehlten Nicola Vizzoni 21 Zentimeter für die Finalteilnahme
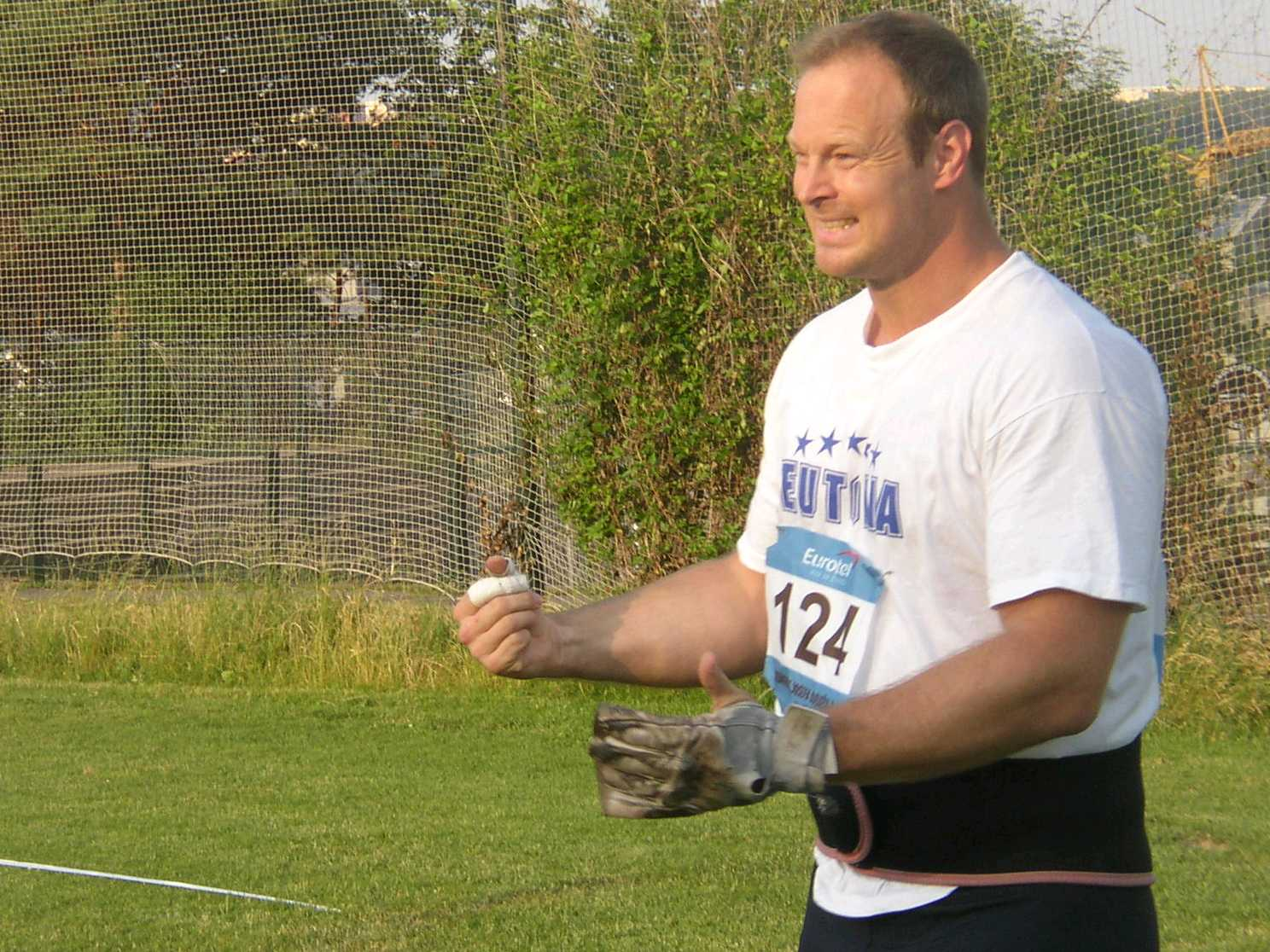
Karsten Kobs, 1999 Weltmeister, schied mit 77,44 in der Qualifikation aus
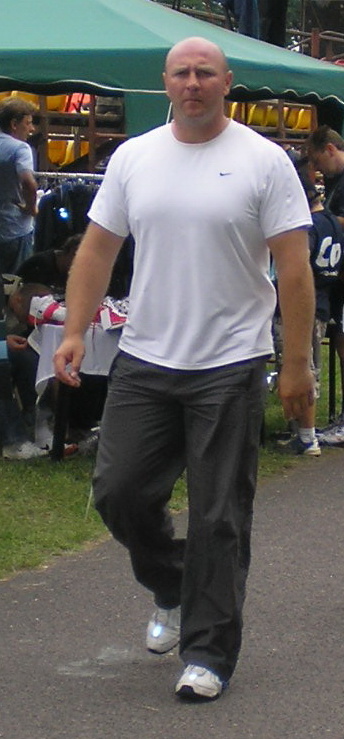
77,17 m waren zu wenig für Szymon Ziółkowski, um im Finale dabei zu sein

| Platz | Name                     | Nation       | Weite (m) |
| ----- | ------------------------ | ------------ | --------- |
| 1     | Alexei Sagorny           | Russland     | 80,16     |
| 2     | Adrián Annus             | Ungarn       | 79,82     |
| 3     | Nicolas Figère           | Frankreich   | 78,50     |
| 4     | Alexandros Papadimitriou | Griechenland | 78,39     |
| 5     | Iwan Zichan              | Belarus      | 78,24     |
| 6     | Wladyslaw Piskunow       | Ukraine      | 78,16     |
| 7     | Miloslav Konopka         | Slowakei     | 78,06     |
| 8     | Nicola Vizzoni           | Italien      | 77,57     |
| 9     | Karsten Kobs             | Deutschland  | 77,44     |
| 10    | Szymon Ziółkowski        | Polen        | 77,17     |
| 11    | Holger Klose             | Deutschland  | 76,98     |
| 12    | Ilja Konowalow           | Russland     | 76,79     |
| 13    | David Söderberg          | Schweden     | 74,64     |
| 14    | Vladimír Maška           | Tschechien   | 74,52     |
| 15    | Bengt Johansson          | Schweden     | 71,27     |
| 16    | Dorian Çollaku           | Albanien     | 67,47     |

### Gruppe B

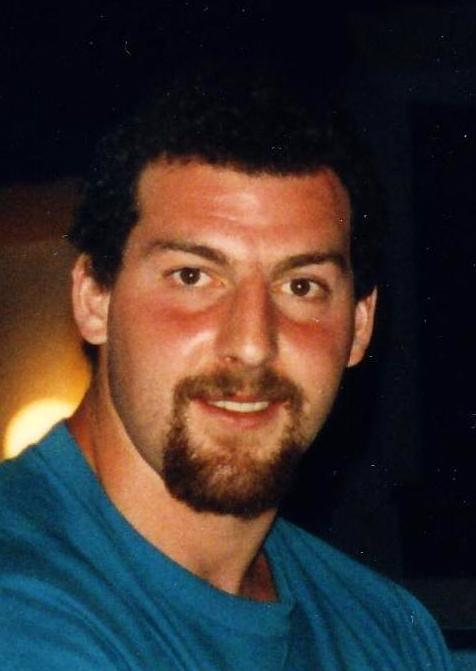
Christophe Épalles 76,27 m reichten nicht für die Finalteilnahme
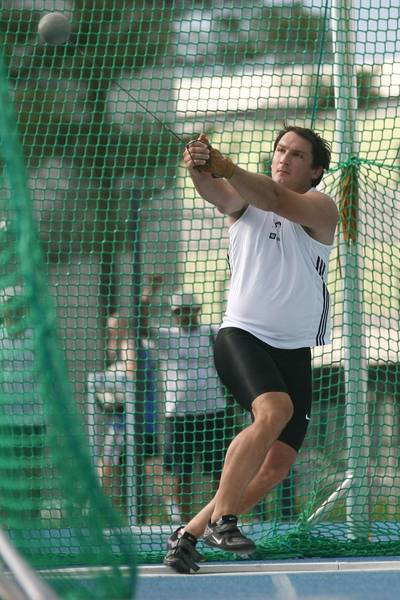
Mit 72,60 m scheiterte Primož Kozmus in der Qualifikation
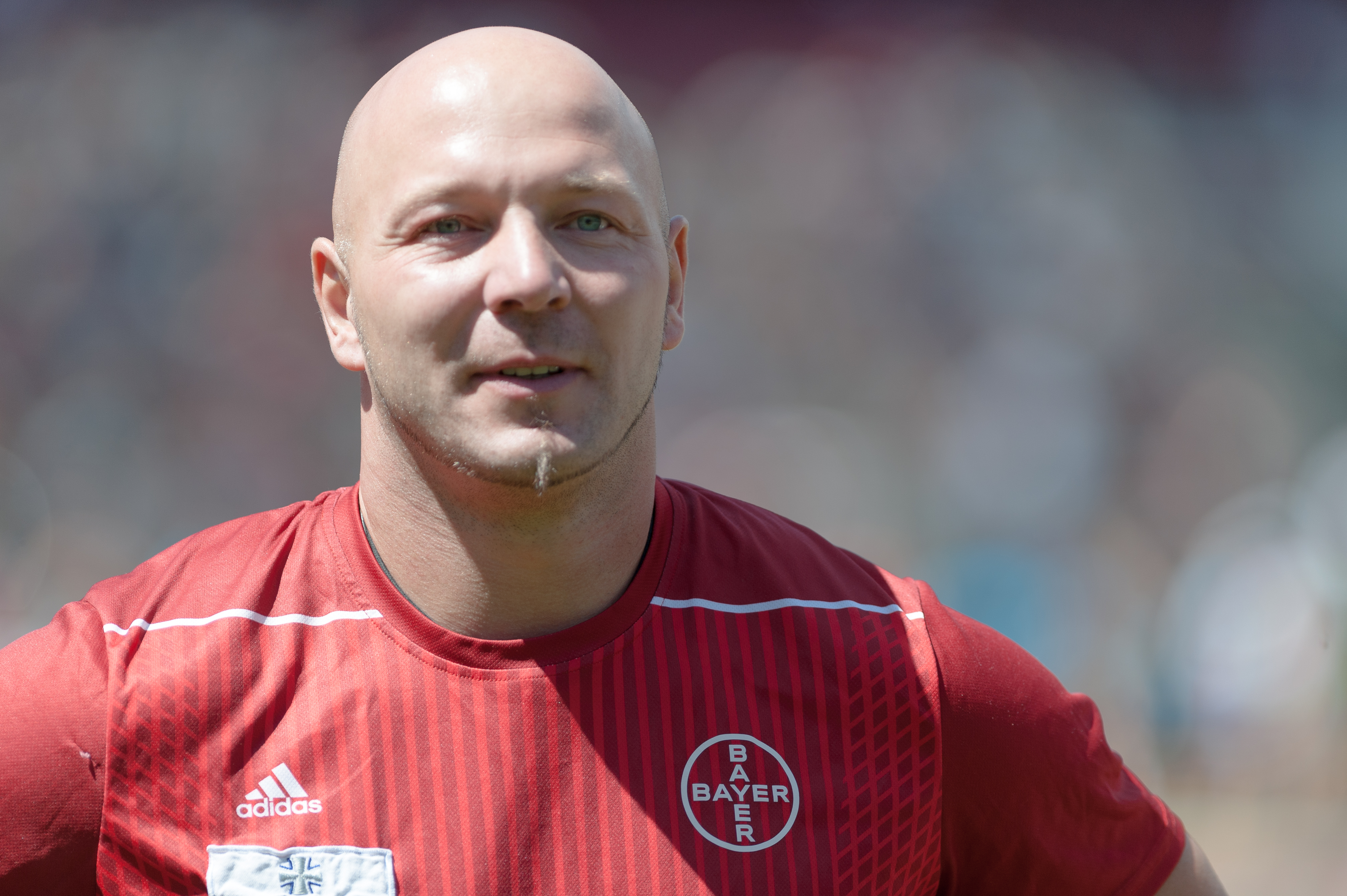
Markus Esser erzielte 70,15 m und schied damit aus

| Platz | Name                   | Nation       | Weite (m) |
| ----- | ---------------------- | ------------ | --------- |
| 1     | Andrij Skwaruk         | Ukraine      | 79,96     |
| 2     | Balázs Kiss            | Ungarn       | 79,32     |
| 3     | Libor Charfreitag      | Slowakei     | 79,18     |
| 4     | Tibor Gécsek           | Ungarn       | 79,03     |
| 5     | Olli-Pekka Karjalainen | Finnland     | 77,78     |
| 6     | Wadim Khersonzew       | Russland     | 77,00     |
| 7     | Oleksandr Krykun       | Ukraine      | 76,92     |
| 8     | Jan Bielecki           | Dänemark     | 76,82     |
| 9     | Christophe Épalle      | Frankreich   | 76,27     |
| 10    | Maciej Pałyszko        | Polen        | 75,51     |
| 11    | Primož Kozmus          | Slowenien    | 72,60     |
| 12    | Vítor Costa            | Portugal     | 72,43     |
| 13    | Hrístos Polihroníou    | Griechenland | 71,70     |
| 14    | Markus Esser           | Deutschland  | 70,15     |
| NM    | Andras Haklits         | Kroatien     | ogV       |

## Finale
7. August
| Platz | Name                     | Nation       | Resultat (m) | 1. Versuch (m) | 2. Versuch (m) | 3. Versuch (m) | 4. Versuch (m)                         | 5. Versuch (m)                         | 6. Versuch (m)                         |
| 1     | Adrián Annus             | Ungarn       | 81,17        | 76,00          | 78,75          | 80,82          | 81,17                                  | 80,37                                  | –                                      |
| 2     | Wladyslaw Piskunow       | Ukraine      | 80,39        | x              | 78,23          | 79,58          | x                                      | 80,39                                  | x                                      |
| 3     | Alexandros Papadimitriou | Griechenland | 80,21        | 76,81          | 78,31          | 78,51          | 77,86                                  | 80,21                                  | 78,61                                  |
| 4     | Balázs Kiss              | Ungarn       | 80,17        | 80,13          | x              | 80,17          | x                                      | 80,06                                  | 80,05                                  |
| 5     | Andrij Skwaruk           | Ukraine      | 80,15        | 79,22          | x              | 80,15          | 78,68                                  | x                                      | 79,23                                  |
| 6     | Tibor Gécsek             | Ungarn       | 79,25        | 79,25          | 78,62          | x              | x                                      | 76,91                                  | 78,52                                  |
| 7     | Libor Charfreitag        | Slowakei     | 79,20        | 79,20          | x              | x              | x                                      | 76,63                                  | x                                      |
| 8     | Olli-Pekka Karjalainen   | Finnland     | 78,57        | x              | 78,41          | 78,57          | x                                      | x                                      | x                                      |
| 9     | Iwan Zichan              | Belarus      | 77,86        | 72,60          | 77,86          | x              | nicht im Finale der besten acht Werfer | nicht im Finale der besten acht Werfer | nicht im Finale der besten acht Werfer |
| 10    | Miloslav Konopka         | Slowakei     | 77,33        | 76,69          | 76,94          | 77,33          | nicht im Finale der besten acht Werfer | nicht im Finale der besten acht Werfer | nicht im Finale der besten acht Werfer |
| 11    | Alexei Sagorny           | Russland     | 77,01        | 77,01          | x              | x              | nicht im Finale der besten acht Werfer | nicht im Finale der besten acht Werfer | nicht im Finale der besten acht Werfer |
| 12    | Nicolas Figère           | Frankreich   | 76,49        | 76,17          | x              | 76,49          | nicht im Finale der besten acht Werfer | nicht im Finale der besten acht Werfer | nicht im Finale der besten acht Werfer |

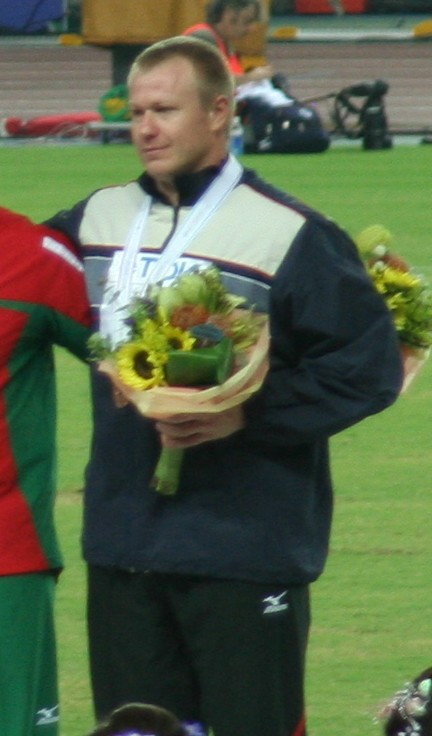
Libor Charfreitag erreichte Platz sieben – seine größeren Erfolge kamen später
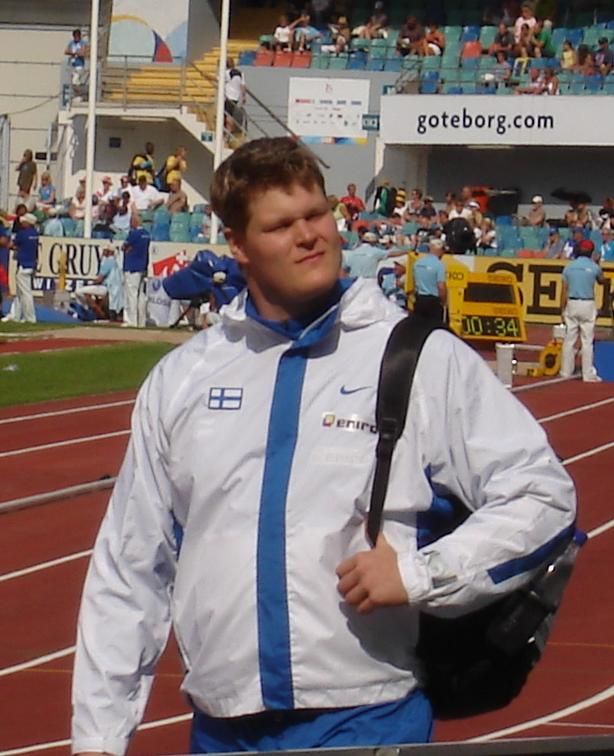
Olli-Pekka Karjalainen kam auf den achten Platz – 2005 wurde er WM-Dritter und 2006 Europameister
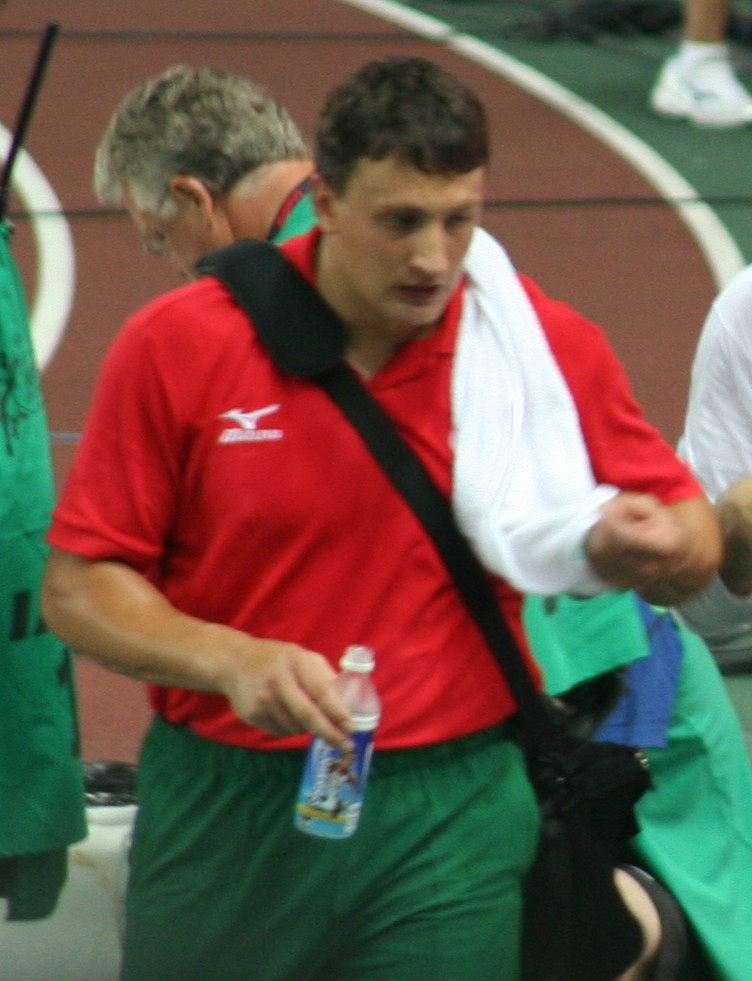
Iwan Zichan belegte Rang neun – später gewann er Medaillen, wurde allerdings mehrfach des Dopingmissbrauchs überführt

## Videolinks
- Hammer Throw European Champs 2002 Final Part 1 of 3, youtube.com, abgerufen am 21. Januar 2023
- Hammer Throw European Champs 2002 Final Part 2 of 3, youtube.com, abgerufen am 21. Januar 2023
- Hammer Throw European Champs 2002 Final Part 3 of 3, youtube.com, abgerufen am 21. Januar 2023